# NGC 920
NGC 920 је спирална галаксија у сазвежђу Андромеда која се налази на NGC листи објеката дубоког неба.
Деклинација објекта је + 45° 56' 49" а ректасцензија 2h 27m 51,9s. Привидна величина (магнитуда) објекта NGC 920 износи 14,4 а фотографска магнитуда 15,2. NGC 920 је још познат и под ознакама UGC 1920, MCG 8-5-11, CGCG 553-12, PGC 9377.